# Pueblo chuka
El pueblo chuka, también conocido como shuka, forma parte del complejo bantú.Étnicamente mantienen similitudes con el pueblo meru, del cual algunos autores lo consideran un subgrupo. Lingüísticamente están emparentados con las lenguas thagicu occidentales junto con los kikuyo y los embu-mbeere. Eran conocidos por sus habilidades en la percusión musical, sus largos y delgados tambores se agarraban entre las piernas mientras el percusionista bailaba y tocaba. Sin embargo, la occidentalización del pueblo chuka prácticamente ha extinguido estas habilidades, y solo queda un pequeño grupo de actuación. Las tradiciones espirituales-religiosas se mantienen vigentes en más de la mitad de la población según el informe Joshua Project y un 40% participa de alguna iglesia cristiana.

## Idioma

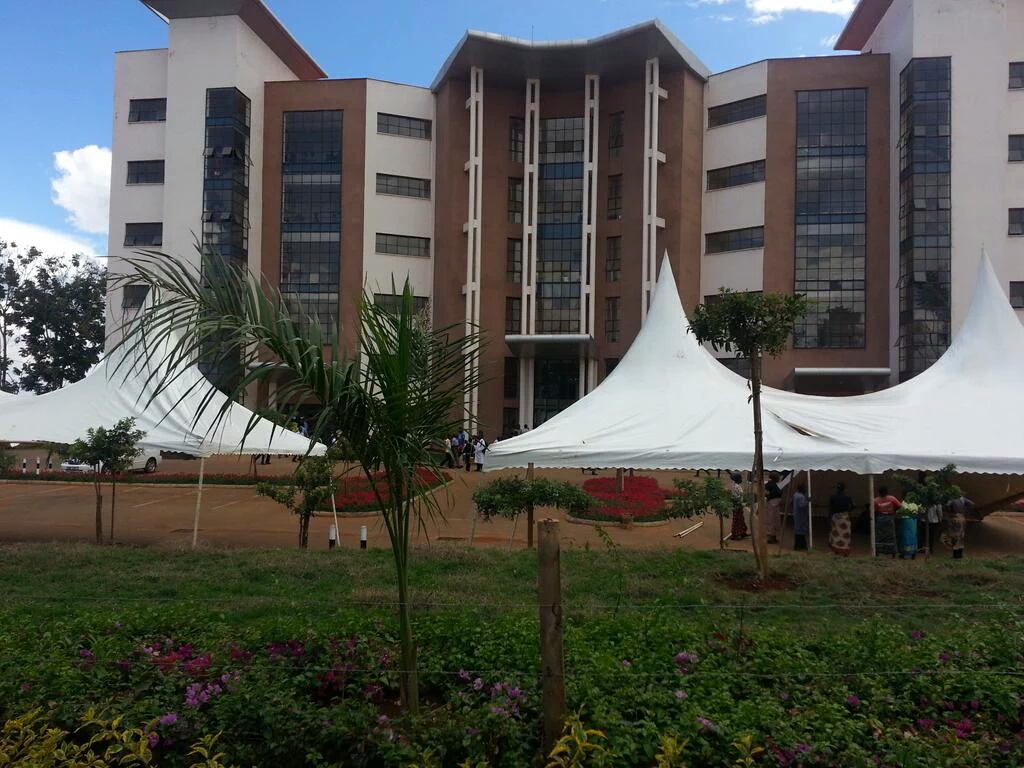
Chuka University School of Business

El idioma chuka es de origen bantú y también es conocido como chuku, gichuka o suka. Según Ethnologue y los estudios de Robert Maxon se pueden rastrear los orígenes lingüísticos hasta una lengua bantú proto-thagicu del centro de Kenia que habría comenzado a evolucionar en distintos grupos entre los años 1100 y 1600. Los thagicu del centro de Kenia dieron origen a tres grandes ramas lingüísticas nombradas según su situación geográfica: occidental, central y oriental. De la rama occidental surgieron los kikuyo, los embu-mbeere y los chuka. De la rama central meru y los tharaka. Finalmente de la rama oriental surgirá el pueblo kamba. En Kenia se registaron 235.000 hablantes de chuka o gichuka a 2020.

## Historia
Existe cierta unanimidad en considerar al pueblo chuka descendiente de una población bantú que entre los siglos XII y XII se fue diversificando en distintos puntos de Kenia. Ese grupo originario  es conocido como proto-thagicu y a medida que consolidaba lengua e identidad directamente como thagicu. Este grupo emigraba en dirección sur y a la vez que integraba pueblos nativos, en general de lengua cusita, se iba desgajando en diferentes grupos que con el tiempo construyeron sus propios idiomas. El pueblo chuka formó parte de un grupo que junto con los futuros kikuyo y embu-mbeere se dirigieron al este.
Sobre el siglo XVI convivieron durante algún tiempo con grupos del pueblo meru. Tras una nueva división a la altura del río Tana (límite del mítico reino Shungwaya) los chuka adoptaron parte de la cultura y organización meru. Los meru afirman que emigraban desde Mbwa, otro espacio mítico que algunos sitúan en Lamu (en el entorno de Shungwaya) y otros en la vecina Yemen. Este pasaje común con los meru llevó a algunos historiadores a colocar a los chuka como un subgrupo meru.